# Le Brave et le Téméraire

Le Brave et le Téméraire (titre original : The Bold and the Brave) est un film américain réalisé par Lewis R. Foster, sorti en 1956.

## Synopsis
En 1944, plusieurs soldats américains vont participer à la campagne d’Italie.

## Fiche technique
- Titre : Le Brave et le Téméraire
- Titre original : The Bold and the Brave
- Réalisation : Lewis R. Foster
- Scénario : Robert Lewin
- Production : Hal E. Chester
- Musique : Herschel Burke Gilbert
- Photographie : Sam Leavitt
- Montage : Aaron Stell
- Pays de production : États-Unis
- Format : Noir et blanc - 2,00:1 - Mono
- Genre : Film dramatique , Film de guerre
- Durée : 87 minutes
- Date de sortie : 1956

## Distribution
- Wendell Corey : Fairchild
- Mickey Rooney : Dooley
- Don Taylor : Le prêcheur
- Nicole Maurey : Fiamma
- John Smith : Smith
- Race Gentry : Hendricks
- Tara Summers : Tina
- Stanley Adams : Le maître-sergent
- Bobs Watson : Bob
- Wright King : un caporal